# Sphragisticus nebulosus
Sphragisticus nebulosus ist eine Wanze aus der Familie der Rhyparochromidae.

## Merkmale
Die Wanzen werden 4,2 bis 5,5 Millimeter lang. Sie haben Ähnlichkeit mit Arten der Gattung Peritrechus, man kann sie aber anhand dem Rand ihres Pronotums unterscheiden. Er ist blass, gekielt und trägt fünf bis sieben Haare, die aus dunklen Punkten entspringen.

## Verbreitung und Lebensraum
Die Art ist holarktisch verbreitet. Sie kommt in Nord- und Mitteleuropa vor und fehlt in West- und Südeuropa. Im Osten reicht die Verbreitung bis Zentralasien uns Sibirien. Sie ist auch in Nordamerika verbreitet. In Deutschland ist sie weit verbreitet, im Norden und Osten häufig und nach Südwesten hin zunehmend seltener. Gelegentlich treten die Tiere in Massen auf. In Österreich ist sie selten und kommt vor allem im Osten vor. In Großbritannien ist sie nur aus den Brecklands von East Anglia bekannt, wo sie erstmals 1997 nachgewiesen wurde. Besiedelt werden überwiegend offene, trockene, warme Lebensräume wie Dünen, Sandmagerrasen und sandiges Kulturland sowie Ruderalflächen. Nur selten findet man sie auf anderen Böden.

## Lebensweise
Die Tiere leben überwiegend am Boden und klettern nur selten auf die Pflanzen hinauf. Sie saugen an auf den Boden gefallenen Samen und sind offenbar bei der Wahl ihrer Nahrungspflanzen nicht wählerisch. Man findet sie in der Bodenstreu beispielsweise unter Fuchsschwanzgewächse (Chenopodiaceae), Kreuzblütler (Brassicaceae) und Raublattgewächsen (Boraginaceae). Pro Jahr werden wahrscheinlich zwei Generationen ausgebildet, die sich aber überschneiden, sodass man keine sichere Abgrenzung vornehmen kann. Die Imagines überwintern und Paaren sich im April. Die Weibchen legen ihre Eier in der Bodenstreu ab. Ab Mai kann man die Nymphen finden, die sich bis Mitte Juni zu Imagines häuten. Diese neue Generation legt im Juli und August ihre Eier ab und kann man die meisten Nymphen dann erneut im September finden. Bis Ende Oktober treten dann die adulten Tiere der weiteren Generation auf, die bis in den November aktiv sein können.

## Belege